# Трофа, Сегадайнш и Ламаш ду Вога
Трофа, Сегадайнш и Ламаш ду Вога (на португалски: Trofa, Segadães e Lamas do Vouga) е селище в Португалия, окръг Авейро, община Агеда. Населението наброява 4 633 души (2011). Площта е 16,07 km². Покровител на района е апостол Петър. Енорията е образувана през 2013 година със сливането на трите села.